# Sjöstjärnekaktus
Sjöstjärnekaktus eller Stjärnkaktus (Astrophytum asterias) är en suckulent växt inom släktet prickkaktusar (Astrophytum) och familjen kaktusväxter. 

## Beskrivning
Sjöstjärnekaktus är en liten kaktus som bara blir cirka fem centimeter i diameter och fyra centimeter hög. Den har inga taggar men åtta släta åsar på vilka det sitter små vitluddiga areoler. Blommorna utvecklas ur areolerna i mitten och är mellan tre och åtta centimeter i diameter, svavelgula, sällsynt rosa, med röd botten. 
Det vetenskapliga namnet Astrophytum är en komposition av grekiskans a’ster, stjärna och phyto’n, växt. Asterias kommer från latinets asteroi’deus som betyder stjärnfomad. Stjärnväxt som är stjärnformad.

## Förekomst
Sjöstjärnekaktus kommer ursprungligen från södra Texas till norra Mexiko.

## Odling
Sjöstjärnekaktusen kräver mycket ljus men bör skyddas mot det mest intensiva solljuset under sommaren. Från tidig vår till sen höst vattnar man så att jorden är genomfuktad vid varje vattning, men sedan är det viktigt att jorden hinner torka upp ordentligt mellan vattningarna. Kaktusar vattnar man helst underifrån så att man håller rothalsen torr, eller ser till att man har en mycket porös jord så att ingen fukt blir kvar i toppskiktet. Från vår till höst vill den stå varmt, lägst normal rumstemperatur. Vintertid hålls jorden nästan alldeles torr, och den vilar helst i mellan 7 och 10°C, och då upphör man också med att vattna. Vattna med kaktusnäring en gång i månaden under sommaren. Resten av året ger man ingen näring alls. För mycket näring ger ömtåliga kaktusar. Dels angrips de lättare av olika slags skadedjur och dels blir övervintringsegenskaperna sämre. På våren är det tid för omplantering, men det behöver sällan ske varje år. Unga plantor i god växt kan behöva omplantering vartannat år och lite äldre vart fjärde. Plantera helst i lerkrukor så är risken för övervattning mindre. Krukan ska också vara 2-3 större i diameter än vad själva kaktusen är. Använd helst särskild kaktusjord. Sjöstjärnekaktusen förökas ennbart med frön eftersom inga sidoskott bildas. Arten växer extremt långsamt och ibland ympar man den därför på arter med lite mer växtkraft i.

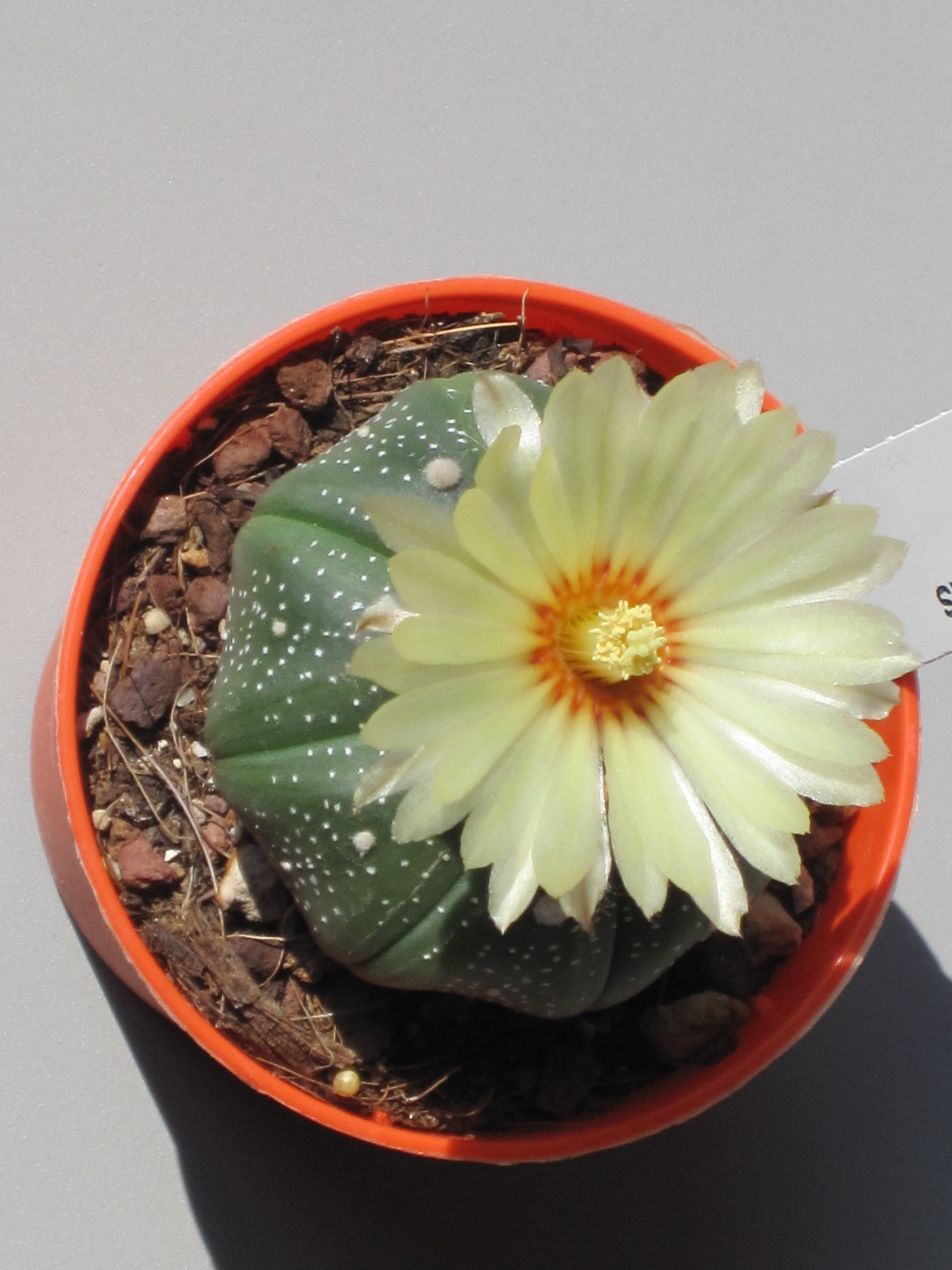
Astrophytum asterias
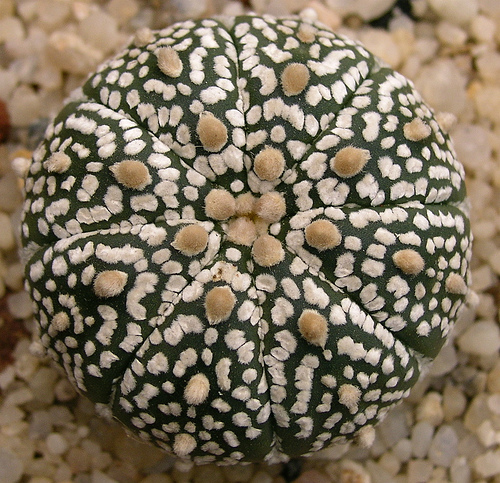
A. asterias cv. 'Superkabuto'
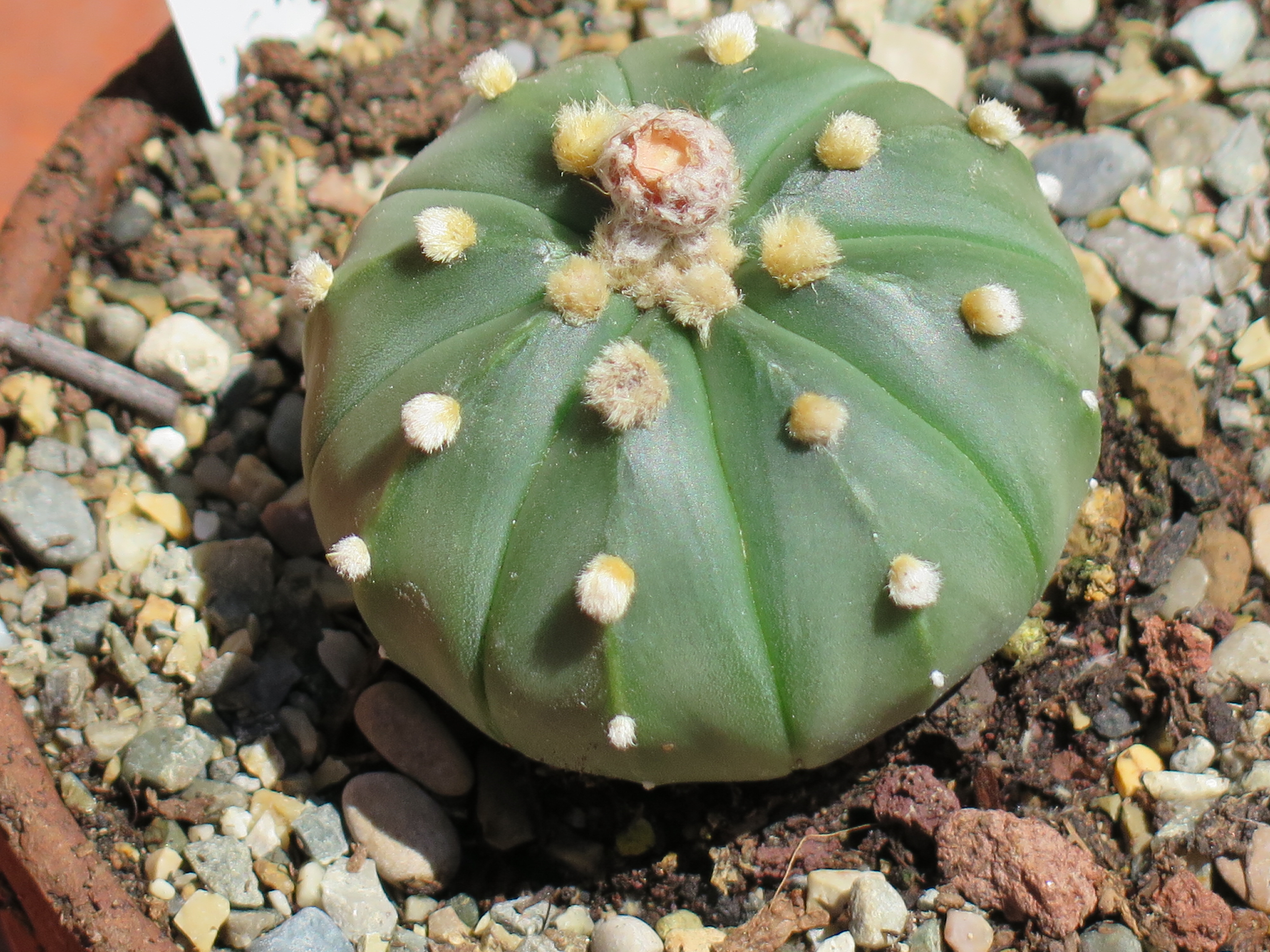
A. asterias v. nudum